# Arctostaphylos uva-ursi
Raisin d'ours commun, Raisin d'ours, Busserole
Espèce
Arctostaphylos uva-ursi, la Busserole ou Raisin d'ours, est une espèce de plantes à fleurs dicotylédones de la famille des Ericaceae, sous-famille des Arbutoideae, originaire de l'hémisphère nord. Cette espèce est répandue en région circumpolaire et à des latitudes plus basses à l'étage subalpin de diverses montagnes (Alpes, Himalaya, Appalaches, Rocheuses). C'est un sous-arbrisseau, à port rampant, croissant souvent en forme de coussins. Il a des feuilles persistantes coriaces, de petites fleurs en grelot blanches ou roses et des fausses baies (drupes polyspermes) rouges à maturité.
La Busserole est une plante médicinale traditionnellement utilisée pour le traitement des troubles modérés des voies urinaires et de la vessie, telles que la cystite, l'urétrite et la dysurie. Cet usage traditionnel est acté dans diverses pharmacopées, mais n'est pas soutenu par des données cliniques.

## Étymologie
Le nom Arctostaphylos provient du grec ancien αρκτος / arctos signifiant « ours », et σταφυλε / staphyle signifiant « baie » ou « grappe ». Ainsi Arctostaphylos  peut se traduire par « baie de l’ours », en référence à la plante que les ours aiment souvent consommer.
L'épithète spécifique uva-ursi qui signifie en latin « baie de l'ours » renforce cette idée.

## Noms vernaculaires
- Arctostaphyle raisin-d'ours[4], Raisin-d'ours commun, Raisin d'ours[5], Arbousier traînant[6].

- Busserole, Busserolle, Bousserole, Buxerolle[7], Bousserade, Petit buis[8], Faux buis[9], Busserole raisin-d'ours[6].
- Sac-à-commis, Raisin des sables, Kinnickinnick en algonquien (Canada)[10],[11].

## Description

### Appareil végétatif

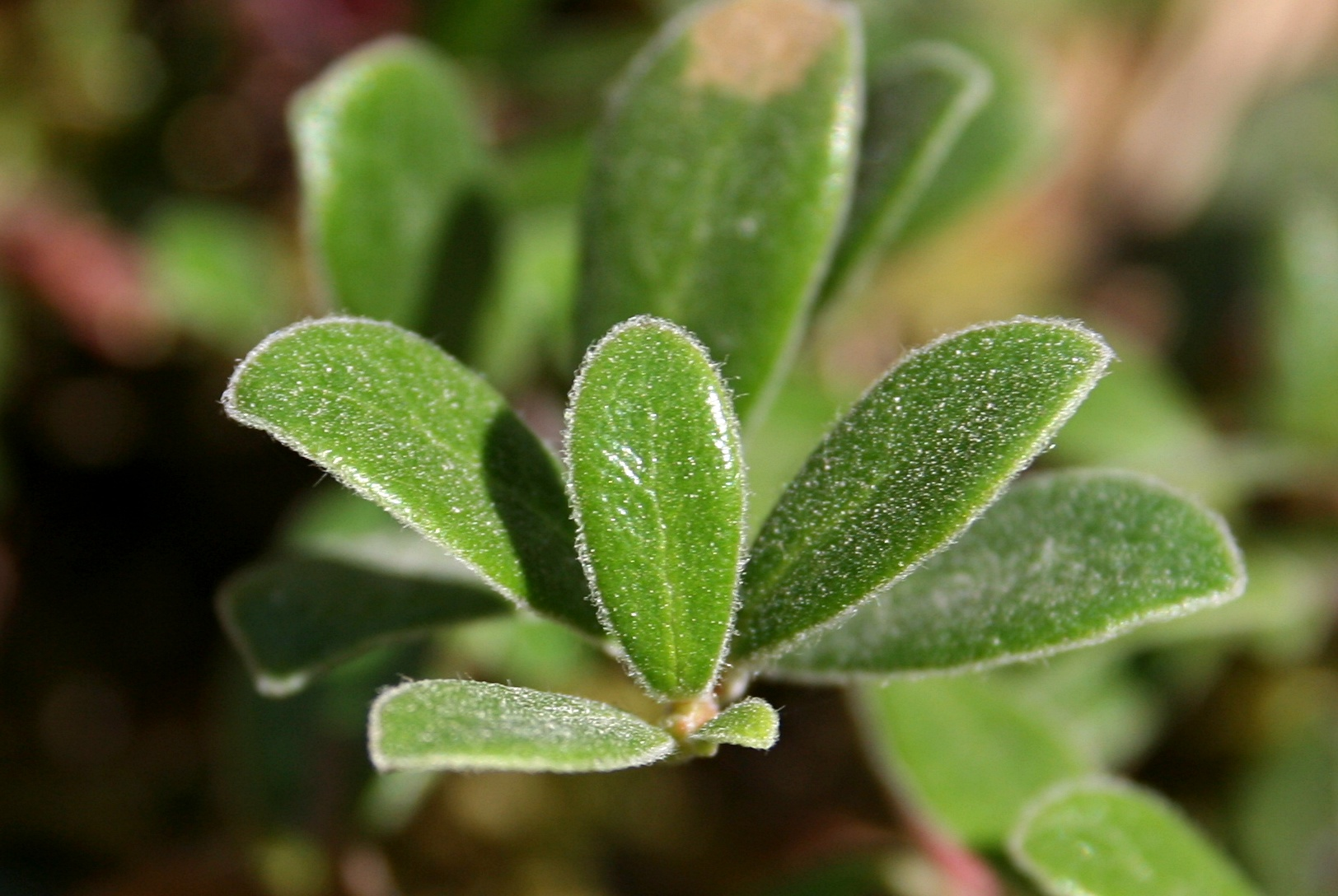
Feuilles.

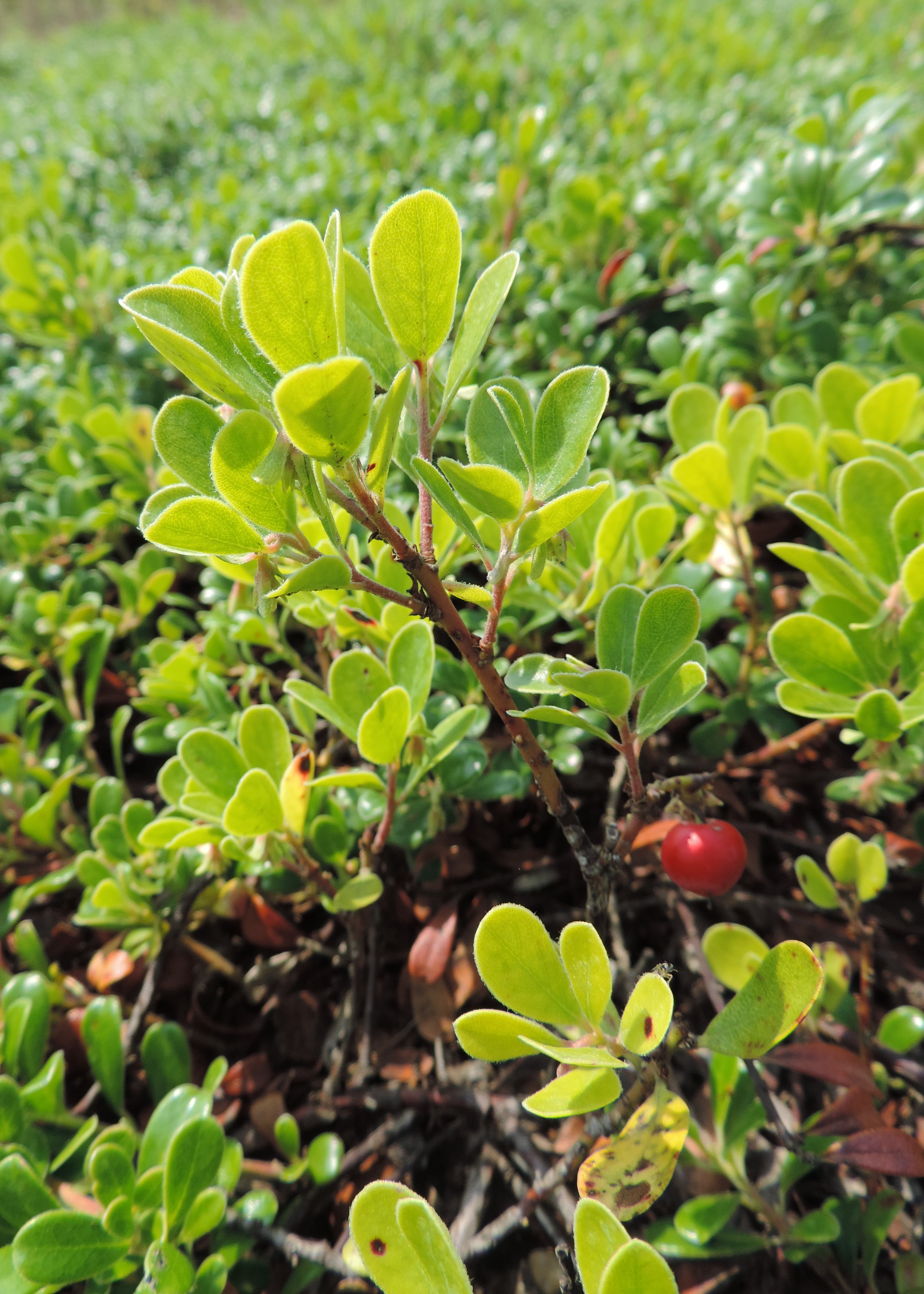
Port de la plante.

Arctostaphylos-uva-ursi est un sous-arbrisseau, ligneux, à port prostré, qui produit de nombreux tiges traînantes, rampantes ou pendantes. Ces tiges mesurent  de 50 cm à un mètre de long, mais peuvent atteindre jusqu'à 2 mètres de longueur. La plante croît en formant des touffes en coussin de 15 à 30 cm de haut. L'écorce est fine et s'exfolie facilement. C'est une espèce colonisatrice couvre-sol.
Les feuilles, simples, alternes, épaisses et coriaces, persistantes, d'environ 7 à 30 mm de long sur 5 à 12 mm de large,, sont portées par un court pétiole. Le limbe ovale-oblong, entier, obtus au sommet, présente un bord lisse partiellement recourbé. La face supérieure est vert foncé et luisante tandis que la face inférieure est plus pâle. Un réseau de nervures finement réticulé est visible sur les deux faces. Les feuilles, parfois marquées d'une légère échancrure vers le sommet, évoquent celles du buis, d'où le nom commun de « busserole ». Les jeunes feuilles sont plus ou moins ciliées-laineuses sur le pourtour du limbe.

### Appareil reproducteur

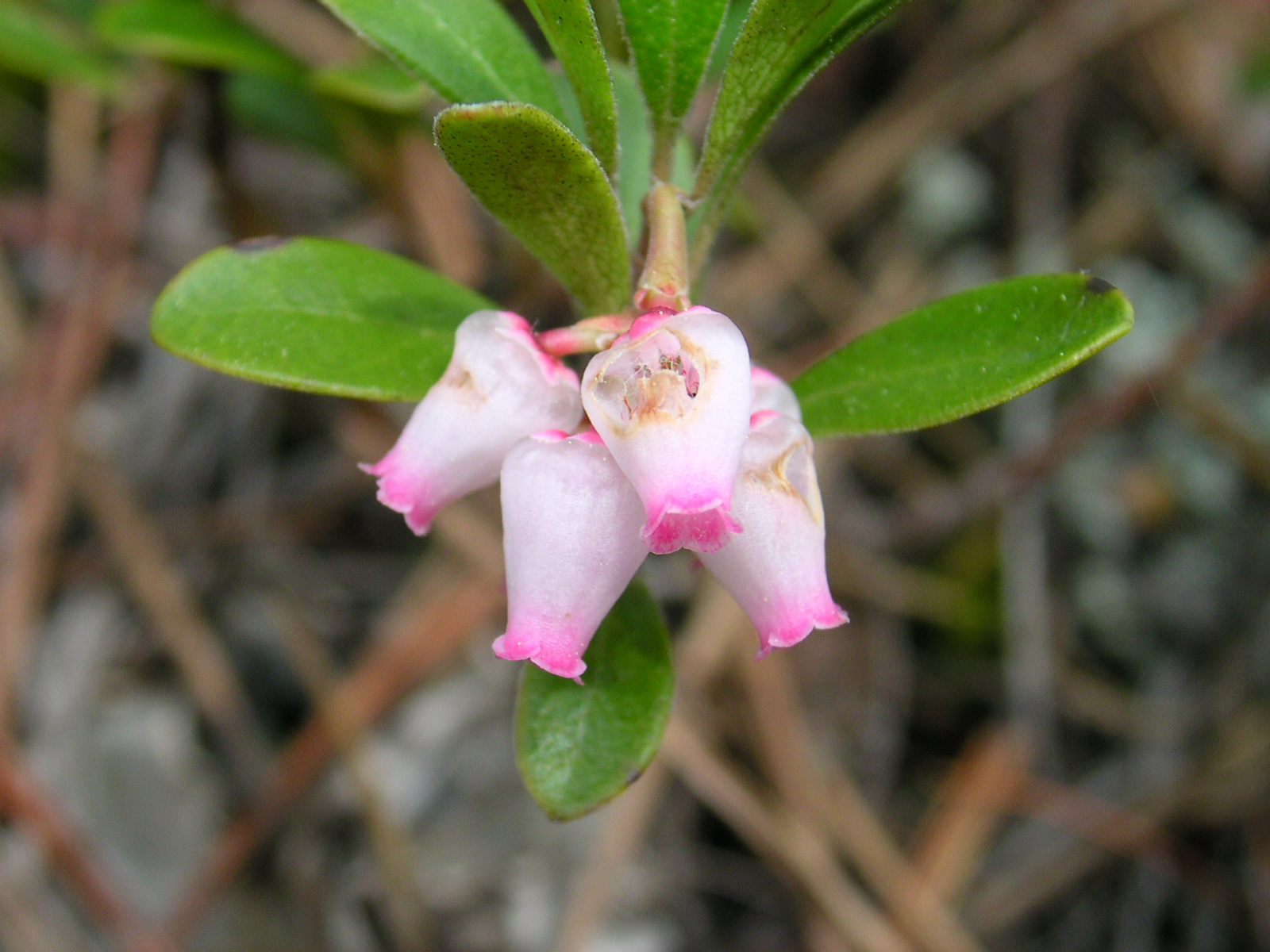
Fleurs.

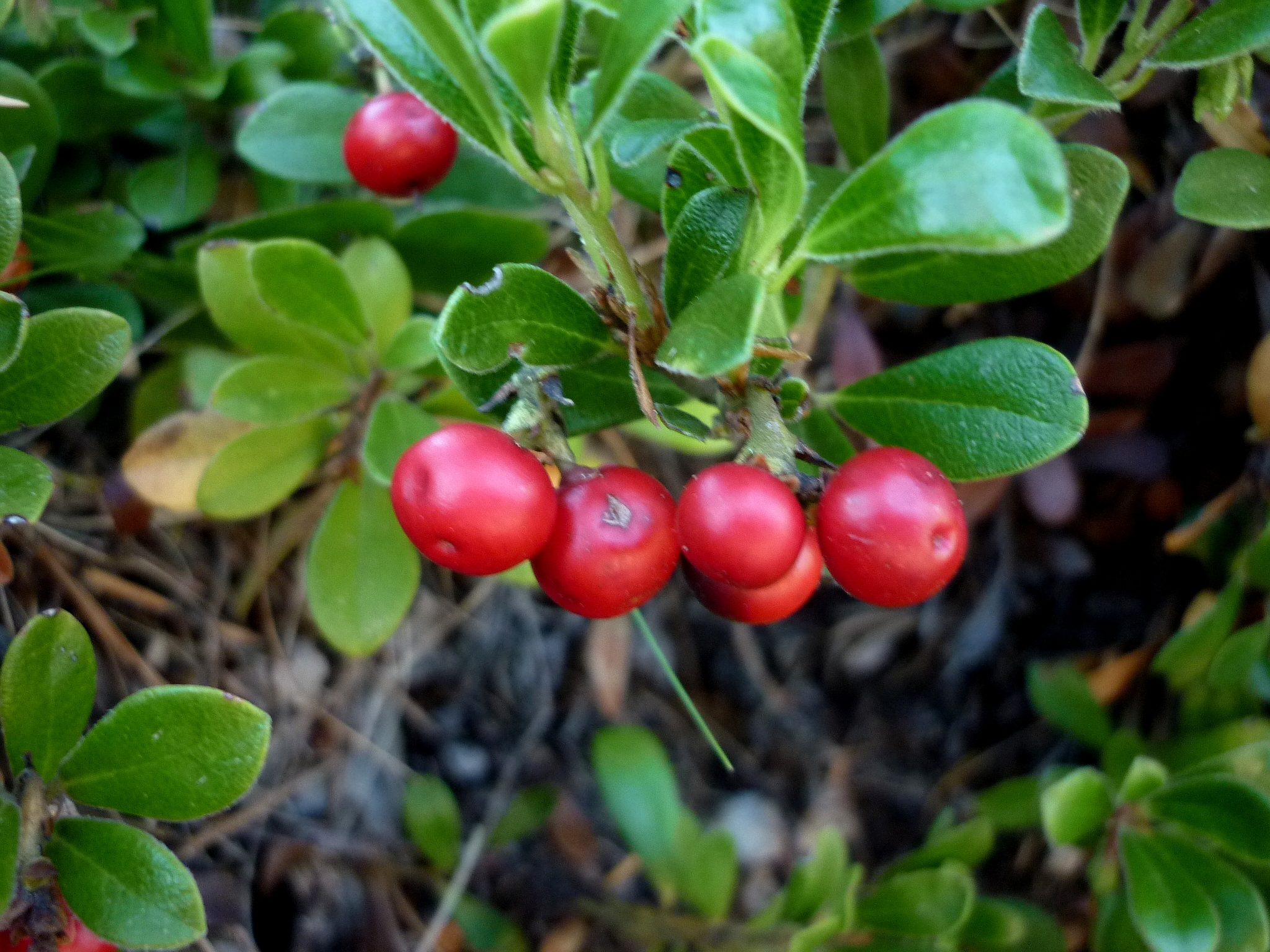
Fruits.

Les fleurs apparaissent au printemps et sont groupées en grappes terminales penchées de 5 à 12 fleurs. Elles présentent une symétrie radiale pentamère. Le calice comprend cinq dents larges et courtes. La corolle urcéolée, de couleur rose ou blanc-rosé , se termine par cinq lobes courts, velus à la face interne. Les étamines, au nombre de 10, sont incluses dans la corolle et fixées à sa base. Elles ont des filets poilus et des anthères ovoïdes, rouges, munies de deux appendices longs et étroits,. L'ovaire supère, globuleux, comprend cinq loges multi-ovulées. Il est surmonté d'un style cylindrique épais terminé par un stigmate aplati, qui fait saillie hors de la corolle.
Les fruits sont des drupes ressemblant à des baies globuleuses de 6 à 10 mm de diamètre, de couleur rouge vif à maturité. Chaque drupe contient cinq (parfois quatre) nucules à une seule graine. Ces fruits sont consommés par les ours, d'où l'épithète spécifique de la plante, « Uva ursi ».
Très décoratifs, ils sont comestibles, mais farineux et insipides.

### Composants chimiques

Structure moléculaire de l'arbutine.

Les feuilles de Busserole contiennent trois grands groupes de composés phénoliques : phénols, tanins et flavonoïdes. Le constituant phénolique principal est l'arbutine  ou arbutoside (hydroquinone-β-d-glucopyranoside), dont la teneur est comprise entre 5 et 15 %. D'autres constituants importants sont le méthylarbutine (jusqu'à 4%), ainsi que et les aglycones sous forme libre, hydroquinone et méthylhydroquinone.
Le profil chimique de la plante contient en outre de l'acide ursolique, de l'acide tannique, de l'acide gallique, de l'acide paracoumarique, de l'acide syringique, et des esters galliques de l'arbutine (galloylarbutine), des tanins galliques (gallotanins, jusqu'à 20 %) et catéchiques, et d'autres composés comme des flavonoïdes dont des hétérosides de quercétine, de kaempférol et de myricétine,.

### Cytologie
Le nombre chromosomique de base dans le genre Arctostaphylos est x=13. Chez Arctostaphylos uva-ursi, les populations possèdent en général 26 ou 52 chromosomes. En Europe par exemple, on a identifié chez A. uva-ursi, l'existence d'au moins deux groupes de populations : un groupe « nordique », diploïde à 26 chromosomes (2n=2x=26), et un groupe « sud-ouest européen », tétraploïde à 52 chromosomes (2n=4x=52). Le premier se caractérise par la présence de flavonols (cyanidine et quercétine) et de l'hétéroside arbutine, le second est plus riche en flavonols (cyanidine, delphinidine, quercétine et myricétine) et en hétérosides (arbutine et méthylarbutine).

## Distribution et habitat

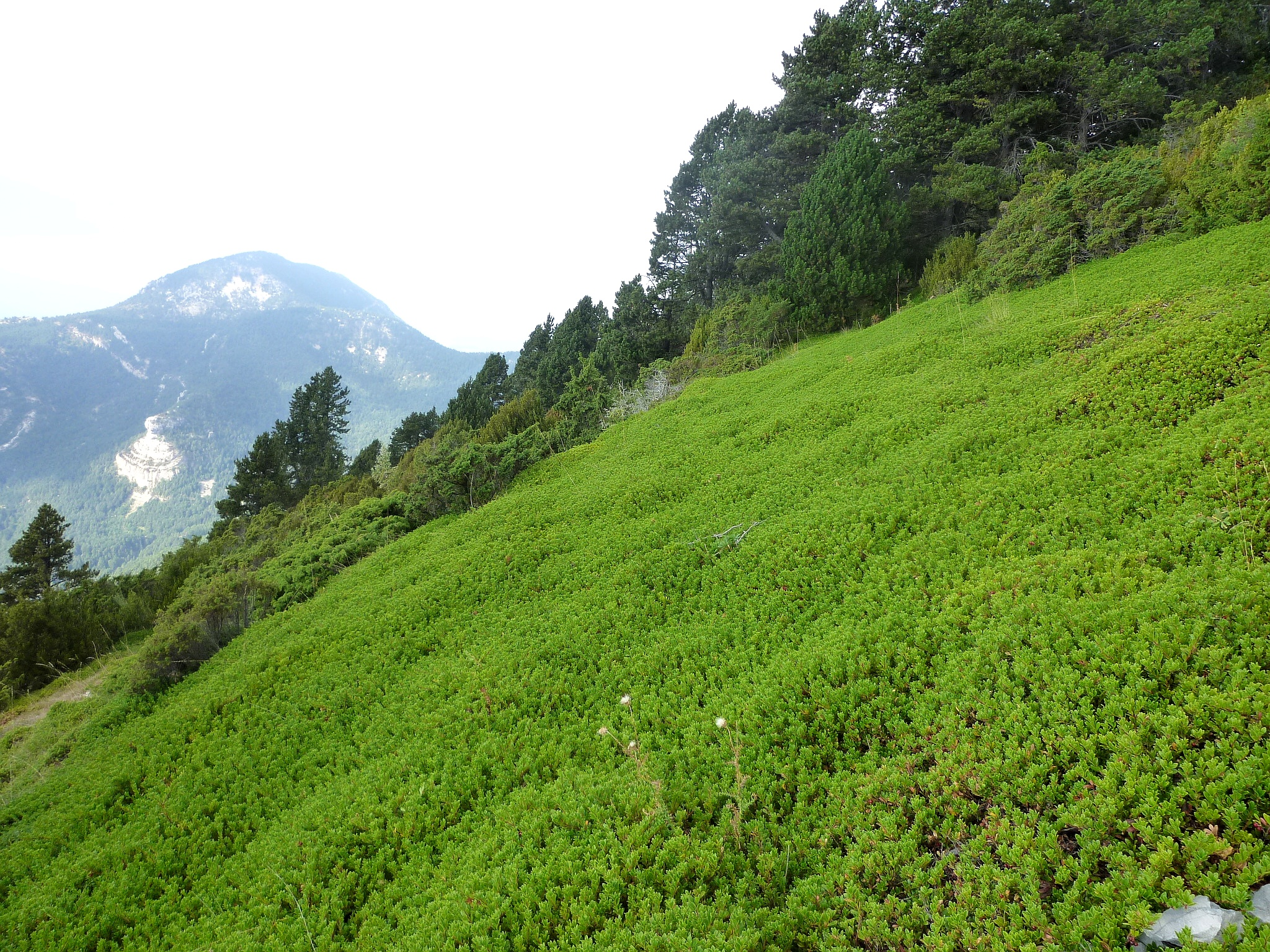
Peuplement de busseroles en Catalogne.

L'aire de répartition d’Arctostaphylos uva-ursi s'étend dans l'hémisphère nord dans les régions circumboréales, du nord de l'Europe à la Sibérie. L'espèce se rencontre aussi à des latitudes plus basses principalement dans les étages alpins et subalpins des régions montagneuses, notamment dans le Caucase. C'est de toutes les espèces du genre Arctostaphylos celle qui a la plus vaste aire de répartition et la seule qui se rencontre en dehors de l'Amérique du Nord,,.
En Amérique du Nord, l'aire de répartition d’Arctostaphylus uva-ursi s'étend de la moitié nord de la Californie jusqu'au nord de l'Alaska, du Canada et du Groenland, et du nord des États-Unis jusqu'à la Nouvelle-Angleterre et Terre-Neuve. Vers le sud, elle s'étend dans les montagnes Rocheuses jusqu'au Nouveau-Mexique et dans l'est de l'Amérique du Nord, le long de la côte atlantique jusqu'au New Jersey et dans les Appalaches jusqu'en Virginie.
De rares populations disjointes se trouvent en Géorgie. Au Québec, sa répartition est générale, mais rare en nature.
Une population disjointe très isolée, classée comme sous-espèce sous le nom d’Arctostaphylos uva-ursi subsp. cratericola (Donn.Sm.) P.V.Wells, croît sur les sommets volcaniques du Guatemala entre 2 500 et 4 000 mètres d'altitude,.
En France, le raisin d'ours est présent dans la plupart des massifs montagneux : Jura, Alpes, Massif central, Pyrénées. Il est abondant dans les Alpes du Sud, par exemple à une altitude comprise entre 1 000 et 1 800 m dans les bois de pins sylvestres. En basse Provence, on en trouve à la montagne Sainte-Victoire, dans les Bouches-du-Rhône. Quelques pieds seulement en ubac vers 850 m d'altitude. Il s'agit de la station la plus méridionale du sud-est de la France.
L'espèce pousse en climat froid et ensoleillé sur tout type de sol, même si elle préfère les terrains secs, frais, acides ou neutres. Elle est sensible à l'humidité stagnante. De croissance très lente, elle supporte bien la taille.
Il s'agit d'une plante xérophyte qui pousse dans les rochers et les alluvions qui contiennent de la silice. Dans son ouvrage Flore laurentienne, le frère Marie Victorin décrit l'adaptation xérophytique de cette plante en notant le feuillage cutinisé, les stomates enfoncés dans l'épiderme et le tissu palissadique.

### Statut de protection
L'espèce est classée avec le statut « LC » (espèce de préoccupation mineure) dans la Liste rouge européenne des espèces menacées et dans la Liste rouge de la flore vasculaire de France métropolitaine.

## Écologie
La Busserole est classée parmi les chamaephytes frutescents selon la  classification de Raunkier .
Cette plante se régénère principalement par voie asexuée (multiplication végétative). Après la deuxième année, les tiges croissant horizontalement (stolons) produisent aux nœuds des racines adventives qui se développent dans la couche d'humus. Dans les sol sablonneux ou meubles, les tiges rampantes poussent souvent sous la surface. Après 7 ou 8 ans, de petits nodules composés de bourgeons latents peuvent apparaître à intervalles le long des tiges enfouies. Ces nodules semblent plus fréquents chez les plantes soumises à des dommages physiques ou à des incendies, notamment dans l'est de l'Amérique du Nord et en Écosse. Sur les tiges plus âgées (10 ans et plus), il peut y avoir jusqu'à 100 bourgeons entourant le tubercule ligneux.
La reproduction par graines est moins fréquente. Les drupes, qui ressemblent à des baies, persistent sur les plantes tout l'hiver et sont dispersées par les animaux et par la gravité. Les graines, au tégument dur, subsistent dans le sol à faible profondeur en état de dormance. La croissance des semis est lente les 3 premières années, puis s'accélère.

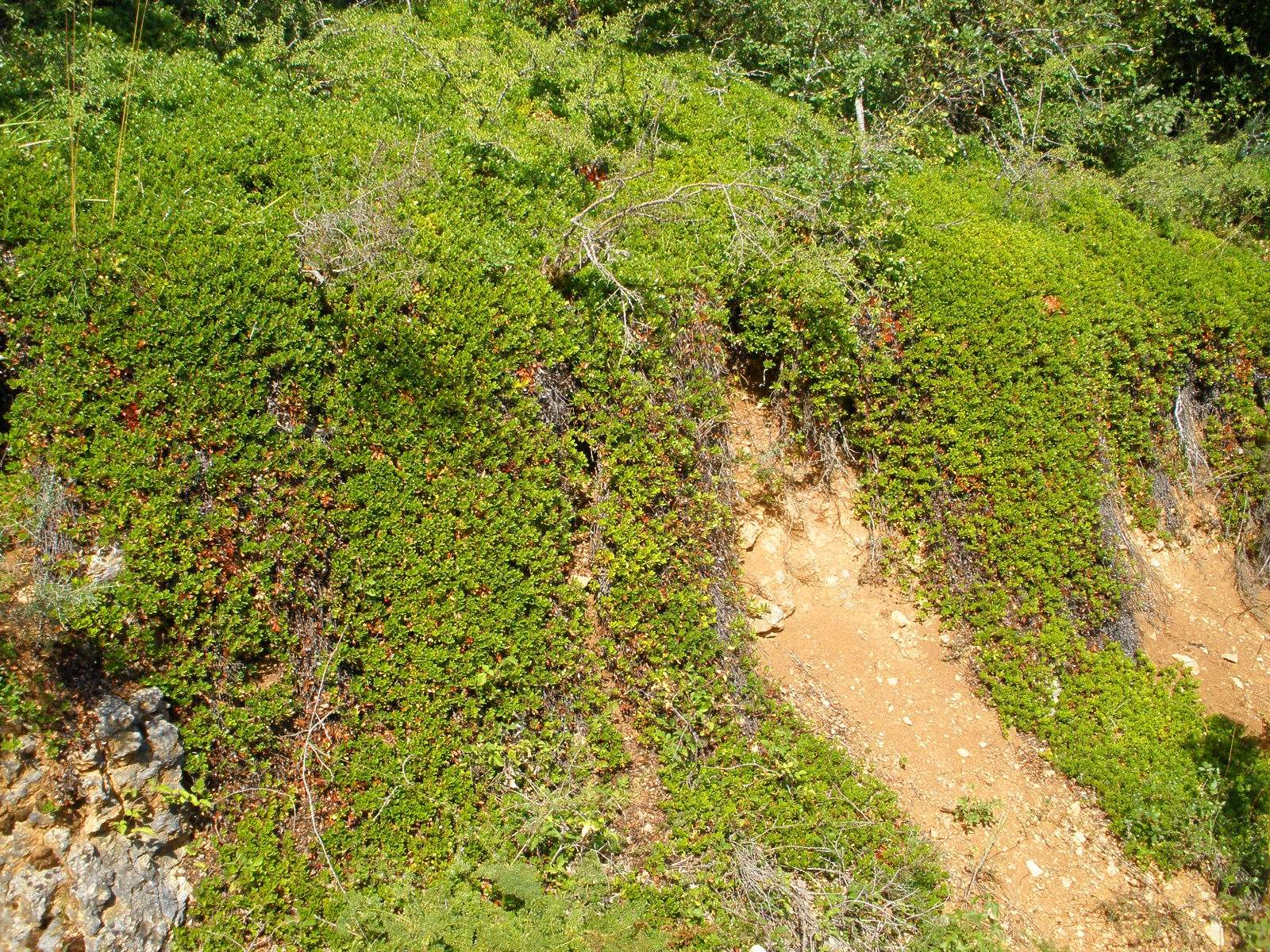
Busserole envahissant un talus à Sargentes de la Lora (Castille-et-León).

Arctostaphylos uva-rsi est pollinisé principalement par des insectes, notamment les abeilles. Les thrips, en particulier Ceratothrips ericae et Haplothrips setiger, jouent aussi un rôle dans la pollinisation de cette espèce. La plante peut aussi s'autopolliniser. Les colibris prélèvent occasionnellement le nectar des fleurs.

Arctostaphylos uva-ursi pousse en formant un tapis presque continu et colonise rapidement les fossés et les clairières. Sa capacité à survivre aux incendies est caractéristique, agissant dans de nombreux cas comme un pare-feu naturel car il arrête la progression du feu et protège les arbres et arbustes environnants. C'est aussi un protecteur efficace des sols, qui s'oppose par son enracinement profond aux pertes dues à l'érosion.

La Busserole est en Amérique du Nord un hôte alternatif de Chrysomyxa arctostaphyli, espèce de champignons basidiomycètes, parasite diécique, responsable de la rouille-balai de sorcière de l'épinette qui affecte diverses espèces d'épicéas, principalement Picea engelmannii et Picea pungens. Cette rouille se manifeste sur la Busserole par des taches brun-pourpre sur les feuilles à la fin du printemps.

## Histoire

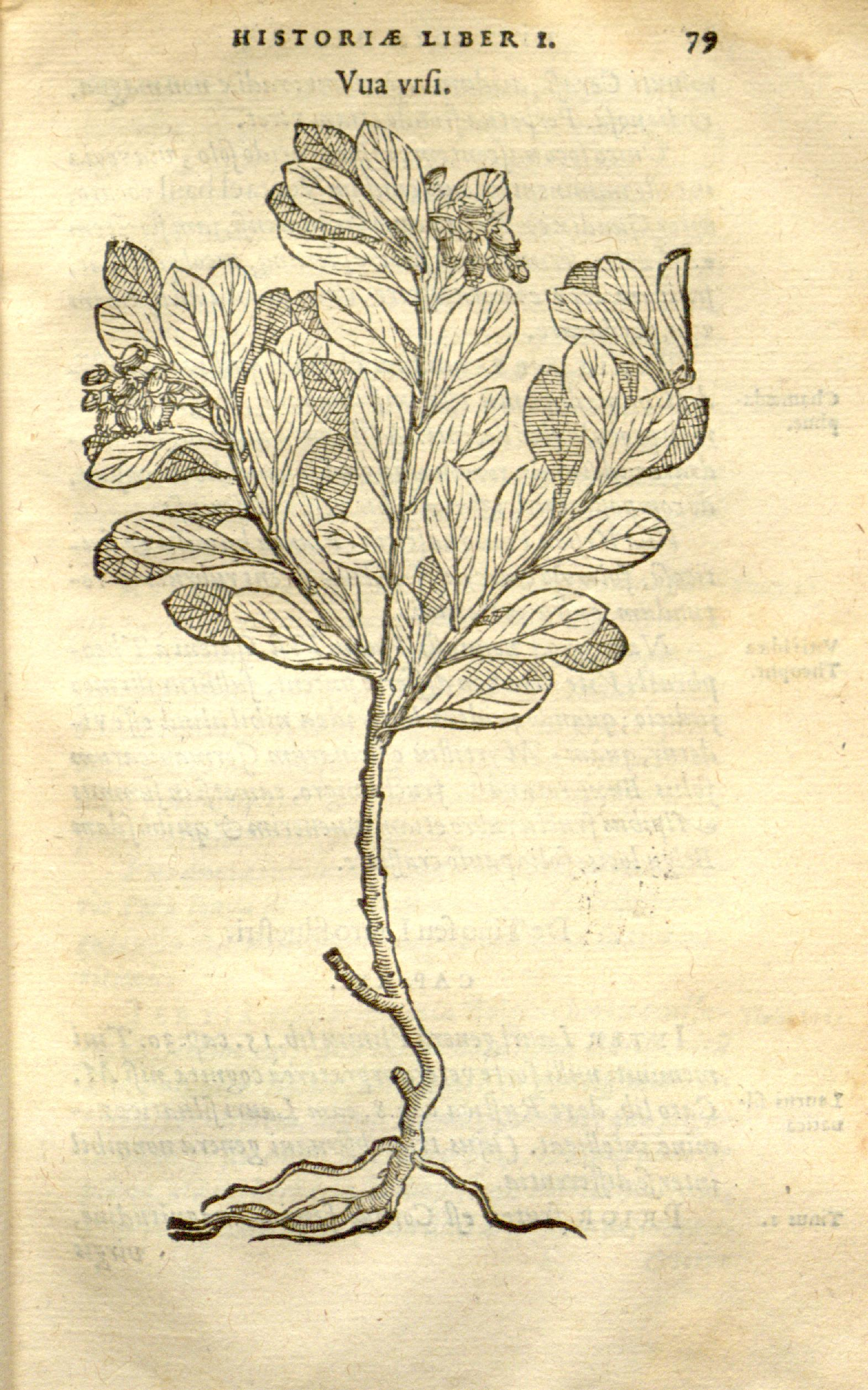
Illustration botanique, Rariorum alioquot stirpium per Hispanias observatarum historia, Charles de L'Écluse (1576).

L'usage médicinal de la busserole est attesté depuis le XIIIe siècle par les médecins de Myddfai (Pays de Galles). La plante a été mentionnée dans des herbiers de la Renaissance, sans indication d'ordre médicinal. Elle a été décrite par Charles de L'Écluse dans  Historia Rariorum Plantarum paru en 1601 et plus tard par Linné dans son Materia Medica paru en 1749. Elle a été recommandée pour usage médicinal notamment par Gerhard de Berlin en 1763. La busserole a été signalée vers le milieu du XVIIIe siècle par Anton de Haen, médecin autrichien, comme un remède efficace en cas de néphrite et même de lithiase. Elle a été inscrite dans la Pharmacopée de Londres (London Pharmacopoeia) pour la première fois en 1788, bien que son usage était probablement plus ancien et dans la pharmacopée américaine (United States Pharmacopeia) de 1820 à 1926.
En Europe, la busserole est d'usage officiel depuis le début du XIXe siècle. On l'a utilisée pour le traitement de diverses maladies telles que l'hydropisie, la lithiase, le diabète, la gonorrhée, etc., mais seule est restée l'utilisation comme antiseptique et diurétique des voies urinaires. La feuille de busserole était également utilisée en Amérique du Nord par les Amérindiens pour le traitement des maladies des voies urinaires.
Marco Polo reporta qu'au XIIIesiècle, les Chinois l'utilisaient comme diurétique pour soigner les reins et les problèmes urinaires. Les Amérindiens l'utilisaient également pour ces troubles mais aussi pour traiter certaines maladies vénériennes, les calculs urinaires, la cystite et l'urétrite, et enfin l'obésité. Les colons américains l'ont utilisée aussi contre les néphrites..

## Taxinomie
« Arctostaphylos uva-ursi » est l'espèce type du genre Arctostaphylos. Elle a été décrite en premier par Linné sous le nom d'« Arbustus uva-ursi » et publiée en 1753 dans son Species plantarum, puis a été reclassée en 1825 dans le genre Arctostaphylos par le botaniste prussien Kurt Sprengel et publiée dans Systema vegetabilium ed. 16, 2: 287.

### Synonymes
Selon BioLib (31 janvier 2022) :
- Arbutus acerba Gilib.[1]
- Arbutus buxifolia Stokes[1]
- Arbutus officinalis Boiss.[1]
- Arbutus procumbens Salisb.[1]
- Arbutus uva-ursi L.[1] (basionyme)
- Arctostaphylos adenotricha (Fern. & J.F. Macbr.) A. & D. Löve & Kapoor
- Arctostaphylos officinalis Wimm. & Grab.[1]
- Arctostaphylos procumbens Patze, E.Mey. & Elkan[1]
- Arctostaphylos uva-ursi subsp. adenotricha (Fern. & J.F. Macbr.) Calder & Taylor
- Arctostaphylos uva-ursi subsp. coactilis (Fern. & J.F. Macbr.) A. & D. Löve & Kapoor
- Arctostaphylos uva-ursi subsp. longipilosa Packer & Denford
- Arctostaphylos uva-ursi subsp. monoensis J.B. Roof
- Arctostaphylos uva-ursi var. adenotricha Fern. & J.F. Macbr.
- Arctostaphylos uva-ursi var. coactilis Fern. & J.F. Macbr.
- Arctostaphylos uva-ursi var. leobreweri J.B. Roof
- Arctostaphylos uva-ursi var. marinensis J.B. Roof
- Daphnidostaphylis fendleri Klotzsch[1]
- Mairrania uva-ursi (L.) Desv.[1]
- Uva-Ursi uva-ursi (L.) Britt.
- Uva-ursi buxifolia (Stokes) Gray[1]
- Uva-ursi procumbens Moench[1]

### Sous-espèces
Selon NCBI (31 janvier 2022) :
- Arctostaphylos uva-ursi subsp. cratericola (Donn.Sm.) P.V.Wells

## Utilisation
Intérêt : fleurs (mellifère), fruits décoratifs, comestible.
On utilise ses feuilles dans l'industrie du tabac (pipe). Certaines tribus amérindiennes l'incorporaient dans les herbes à fumer.
On peut utiliser ses fruits pour faire de la confiture.

### Plante ornementale
Différents cultivars de Raisin d'ours (comme 'Vancouver Jade' ou 'Massachusetts'), sélectionnés pour être cultivés comme plantes ornementales, sont proposés dans les pépinières, tant en Europe qu'en Amérique du Nord,.
C'est une  plante couvre-sol sempervirente, attrayante toute l'année pour les jardins, qui est utile aussi pour lutter contre l'érosion sur les coteaux et les pentes grâce à ses racines profondes. Elle tolère les expositions ensoleillées et les sols arides et constitue donc un couvre-sol commun dans les zones urbaines, dans les zones naturalisées et dans les jardins de plantes indigènes ou de rocaille,,.

### Plante médicinale

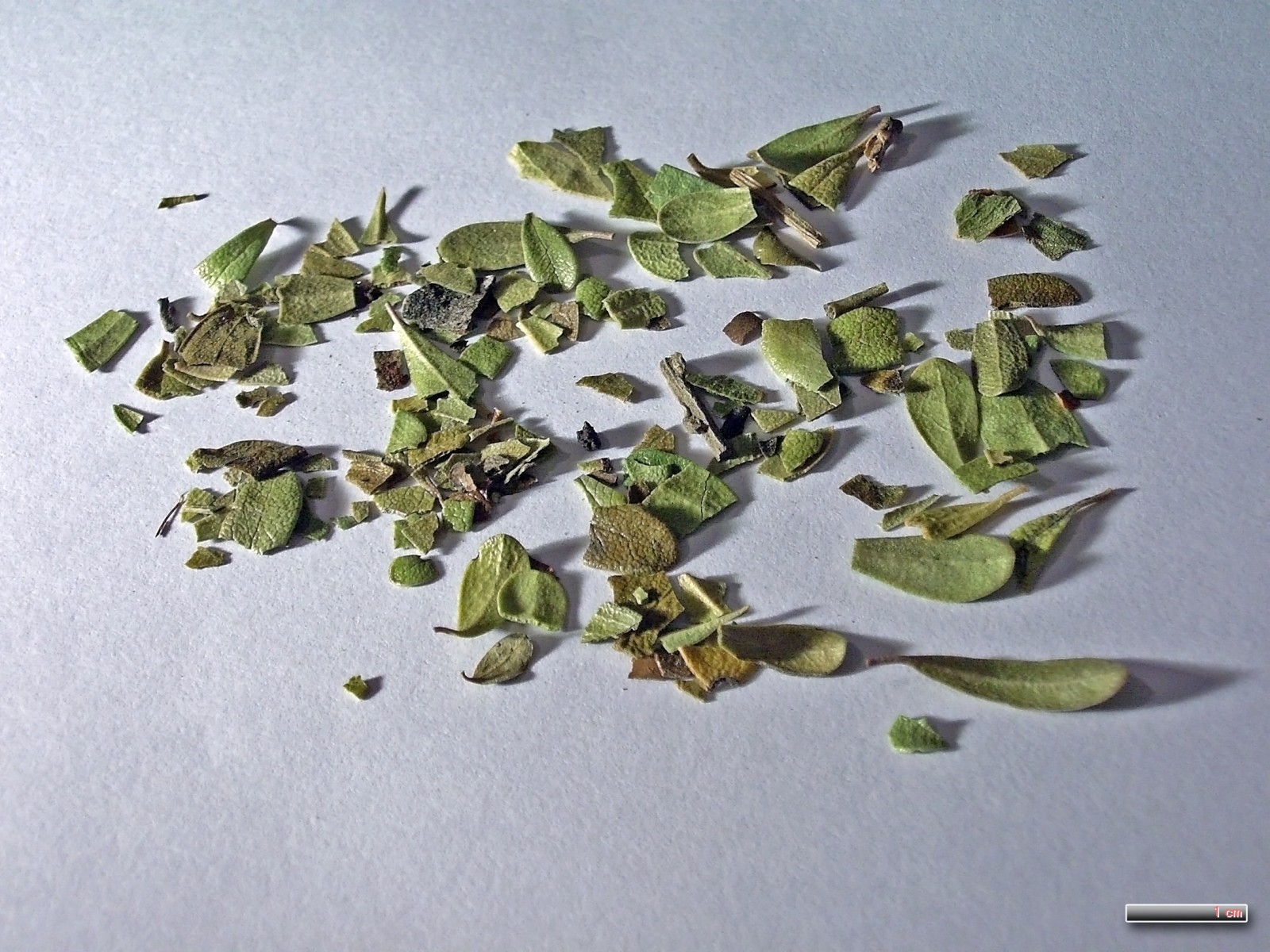
Fragments desséchés de feuilles de busserole médicinale (Uvae ursi folium).

La feuille de busserole (uvae ursi folium de son nom latin) est une drogue végétale traditionnellement utilisée pour le traitement des troubles des voies urinaires. Elle est inscrite notamment à la Pharmacopée européenne, dans la liste des monographies de la Commission E (Allemagne), ainsi qu'à l’American Herbal Pharmacopoeia (sous le nom d’Uva Ursi leaf).
- Propriétés : diurétique par son tanin, astringent, antilithiasique, antiphlogistique par ses glucosides.
- Partie utilisée : feuille

L'arbutine et la méthylarbutine sont normalement éliminées de façon intacte par le rein tandis qu'elles sont transformées en hydroquinone, qui exerce une action sédative et antiphlogistique, en cas de maladie rendant l'urine alcaline.
La busserole est connue depuis le Moyen Âge pour son action de diurétique et antiseptique naturel des voies urinaires en cas de cystite, énurésie, incontinence.
La busserole est excellente pour éliminer l'urée. De plus, cette plante est un puissant antiseptique urinaire et intestinal car ses feuilles sont riches en arbutine. Il a été démontré que l'arbutine tuait des bactéries de l'urine telles qu'Escherichia coli et Staphylococcus aureus. Dans les problèmes urinaires, elle peut être associée à la bruyère. Il est recommandé de boire 2 litres d'eau par jour lors de traitements à la busserole.
- En décoction une cuillère à soupe ou deux pour 1/4 de litre d'eau ou plutôt en infusion : une poignée pour un litre d'eau bouillante, laisser infuser 15 minutes. À boire en 24 heures.

#### Mise en garde
Comme tout diurétique, il est fortement déconseillé d'employer de l'Uva Ursi en cas d'insuffisance rénale.
Une étude canadienne effectuée en 1986 suggère que les femmes enceintes doivent s'abstenir de prendre de la busserole car son action ocytocique peut déclencher le travail d'accouchement lorsque pris à forte dose. De plus cette plante ne devrait pas être consommée sur une longue période (plus de 2 ou 3 semaines). La vitamine C (plus de 500 mg par jour) et les jus très acides (contenant de l'acide citrique notamment) comme les jus de pruneau, de citron ou de canneberge ne devraient pas être pris conjointement avec la busserole, car cela risquerait de modifier l'alcalinité de l'urine nécessaire à l'action de l'arbutine. Certaines études suggèrent que l'ingestion de 1 gramme d'hydroquinone peut provoquer vomissements, nausées (principalement), acouphènes, cyanose et convulsions, une prise de 5 grammes d'hydroquinone pouvant même provoquer la mort, mais il ne faut pas oublier que l'hydroquinone n'est qu'un métabolite de l'arbutine et que l'on peut sainement ingérer des préparations faites à base de 20 grammes ou plus de Uva Ursi, sans aucun risque pour la santé. De plus, très peu d'études complètes ayant été réalisées sur le sujet, le dosage reste très subjectif et dépend de la tolérance du sujet.

### Substitut du tabac
Les feuilles de busserole séchées sont le composant principal de nombreux mélanges à fumer traditionnels des populations autochtones d'Amérique du Nord,. Ces mélanges, comprenant souvent d'autres herbes et parfois du tabac, sont connus sous le nom de « kinnikinnick », terme algonquin signifiant « mélange à fumer ». Ce mélange était utilisé surtout chez les Premières Nations du Canada,. Au début du XVIIIe siècle, les Indiens des plaines du Mississippi l'appelaient « sacacommis » ou « sac-à-commis », terme vraisemblablement emprunté aux trappeurs français.

### Autres usages
Les rameaux et feuilles de la Busserole ont été utilisés dans les pays nordiques pour le tannage des peaux, notamment pour la préparation du maroquin et du cuir de Russie. Les feuilles étaient également utilisées pour teindre les peaux et les tissus. Traitées par le sulfate de fer, elles fournissent une teinture noire, et grise lorsqu'elles sont traitées par l'alun,.